# Euripus hadria
Euripus hadria är en fjärilsart som beskrevs av Hans Fruhstorfer 1903. Euripus hadria ingår i släktet Euripus och familjen praktfjärilar. Inga underarter finns listade i Catalogue of Life.